# Берегацо кон Фиљаро
Берегацо кон Фиљаро (итал. Beregazzo con Figliaro) је насеље у Италији у округу Комо, региону Ломбардија.
Према процени из 2011. у насељу је живело 2310 становника. Насеље се налази на надморској висини од 432 м.

## Становништво
| 1931. | 1936. | 1951. | 1961. | 1971. | 1981. | 1991. | 2001. | 2011. |
| ----- | ----- | ----- | ----- | ----- | ----- | ----- | ----- | ----- |
| 1.189 | 1.115 | 1.259 | 1.465 | 1.606 | 2.081 | 2.221 | 2.310 | 2.577 |